# Самървел (окръг, Тексас)
Окръг Самървел (на английски: Somervell County) е окръг в щата Тексас, Съединени американски щати. Площта му е 497 km², а населението - 6809 души (2000). Административен център е град Глен Роуз.